# فرد باتن
فرد باتن (بالإنجليزية: Fred Patten)‏ هو كاتب أمريكي، ولد في 11 ديسمبر 1940 في لوس أنجلوس في الولايات المتحدة، وتوفي في 12 نوفمبر 2018 بسبب أم الدم الأبهرية.

## وصلات خارجية
- فرد باتن على موقع IMDb (الإنجليزية)
- فرد باتن على موقع ميوزك برينز (الإنجليزية)